# Стонор, Томас, 7-й барон Камойс
Ральф Томас Кэмпион Джордж Шерман Стонор, 7-й барон Камойс (16 апреля 1940 — 4 января 2023) — британский пэр и банкир, лорд-камергер Соединённого Королевства с 1998 по 2000 год, первый католик на этом посту со времён Реформации.

## Биография

### Ранняя жизнь
Родился 16 апреля 1940 года. Старший сын Шермана Стонора, 6-го барона Камойса (1913—1976), и Мэри Жанны Стоуртон (1913—1987), дочери Герберта Мармадьюка Стоуртона. По отцовской линии потомок графов Шрусбери (Толботы), Абергавенни (Невиллы) и, по внебрачной линии, герцогов Саффолк (де ла Поль). Является прямым потомком премьер-министра Великобритании Роберта Пиля, чья дочь Элиза вышла замуж за достопочтенного Фрэнсиса Стонора. По линии отца является потомком семьи, которая основала Университет Брауна в Род-Айленде в Соединённых Штатах. По материнской линии происходит от короля Англии и Шотландии Карла II Стюарта через его незаконнорождённую дочь Шарлотту Ли, графиню Личфилд.

### Образование
Получил образование в Итонском колледже и Баллиол-колледже Оксфордского университета, получив степень магистра с отличием в области современной истории.

### Карьера
Основная карьера связана с банковским делом. Он был генеральным директором/директором National Provincial and Rothschild (London) Ltd в 1968 году и управляющим директором Rothschild Intercontinental Bank Ltd в 1969 году. После покупки American Express банка Rothschild Intercontinental Bank в 1975 году он был назначен генеральным директором и управляющим директором Amex Bank Ltdв 1975—1977 годах и председателем правления в 1977—1978 годах. Лорд Камойс был управляющим директором Barclays Merchant Bank в 1978-84 годах и исполнительным вице-председателем в 1984—1986 годах.
После широкомасштабных реформ финансовых структур Лондонского сити в 1986 году (Большой взрыв). Barclays Merchant Bank стал Barclays de Zoete Wedd (BZW), в котором лорд Камойс был первым исполнительным директором с 1986 по 1988 год и заместителем председателя с 1988 по 1998 год. Позже BZW стал Barclays Capital. Он был директором Barclays Bank International Ltd между 1980-84 и Barclays Bank Plc между 1984-94.
Лорд Камойс был председателем Jacksons of Piccadilly с 1968 по 1985 год. Он был заместителем председателя Sotheby’s от 1993-97. Он был директором Mercantile Credit Co Ltd от 1980—1984, National Provident Institution от 1982—1993, the Administrative Staff College от 1989—2000, 3i Group Plc от 1991—2002 и Perpetual от 1994—2000. Он был президентом Ассоциации пользователей почты с 1977 по 1984 год. Он был членом Суда помощников компании Fishmongers с 1980 года. Он служил в последней ливрейной компании в качестве главного надзирателя в 1992—1993 годах. Он был стюардом Королевской регаты Хенли с 1978 года и президент Музея реки и гребли с 1997 года.

### Государственная карьера
После смерти своего отца он стал 7-м лордом Камойсом, а также членом Палаты лордов 8 марта 1976 года. Он был членом избранного комитета Европейского экономического сообщества (ЕЭС) с 1979 по 1981 год, а также членом Комиссии по историческим зданиям и памятникам Англии с 1985 по 1987 год (ныне Английское наследие) и Королевской комиссии по историческим рукописям с 1987 по 1994 год.
Он был лордом в ожидании в 1992—1997 года королевы Елизаветы II и был постоянным лордом в ожидании с 2000 года. Он был лордом-камергером Соединённого королевства с 1998 по 2000 год, когда он ушёл в отставку из-за плохого состояния здоровья..

### Религиозная карьера
Он был консультантом Чрезвычайной сессии администрации церковного имущества Святого Престола с 1991 по 2006 год. Лорд Камойс был назначен председателем Tablet Trust в июне 2009 года.

### Брак и семейная жизнь
11 июня 1966 года Томас Стонор женился на Элизабет Мэри Хайд Паркер (род. 3 сентября 1939), дочери сэра Уильяма Хайда Паркера, 11-го баронета из Мелфорд-Холла (1892—1951), и Уллы Дитлеф Нильсон (? — 1998). У пары есть следующие дети:
- Достопочтенная Алина Мэри Стонор (род. 15 мая 1967), в 1994 году вышла замуж за Саймона Барроуклиффа; у пары трое детей.
- Достопочтенная Эмили Мэри Джулия Стонор (род. 6 октября 1969), в 2006 году вышла замуж за Джона Далримпла, 14-го графа Стэра (род. 1961); у пары двое сыновей и дочь.
- Достопочтенная Софи Улла Стонор (род. 29 сентября 1971), в 1993 году она вышла замуж за Джеймса Аластера Стоуртона, младшего сына Чарльза Стоуртона, 26-го барона Моубрея; брак был расторгнут через аннулирование в 1997 году; она снова вышла замуж в 2001 году за баварского дворянина Морица Флориана Марии Фрейхерр фон Хирш; у пары есть два сына.
- Достопочтенный (Ральф) Уильям Роберт Томас Стонор (род. 10 сентября 1974), наследник баронства. В 2004 году он женился на леди Эйлсе Фионе Маккей (род. 1977), младшей дочери Питера Маккея, 4-го графа Инчкейпа; у пары есть два сына и дочь.

Родовой дом лорда Камойса — Стонор-Парк, Хенли-он-Темс, Оксфордшир.

### Смерть
Умер 4 января 2023 года в возрасте 82 лет.

## Награды и должности
- В 1998 году лорд Камойс был награжден Большим крестом Королевского Викторианского ордена (GCVO) и Тайным советником (PC) в том же году.
- Он был заместителем лейтенанта (DL) Оксфордшира с 1993 года.
- В 1981 году получил непальский орден Горха Дадшина Баку 1-й степени.
- Он получил почетную степень Д. Литта в Университете Шеффилда в 2001 году.
- В 2006 году он был сделан кавалером Большого креста Папского ордена Святого Григория Великого (GCSG) папой Бенедиктом XVI.